# Géraud de Cordemoy
Géraud de Cordemoy (París, 6 de octubre de 1626 - ibíd., 8 de octubre de 1684) fue un historiador, abogado, filósofo y ensayista francés.

## Biografía
Fue un miembro de la Academia Francesa. En 1681, Géraud de Cordemoy publicó un libro antiprotestante, la "Conferencia entre Lutero y el diablo acerca de la Misa" con sus comentarios, republicado y distribuido en masa desde 1875 por Isidore Liseux con los comentarios de Nicolas Lenglet Du Fresnoy.

## Publicaciones
- Discours de l’action des corps (1664) [Ce Discours est repris dans le 2e discours du Discernement du corps et de l'âme..., voir ci-dessous]

- Traité de l'esprit de l'homme et de ses facultez et fonctions, et de son union avec le corps. Suivant les principes de René Descartes (1666)

- Le discernement du corps et de l'âme, en six discours, pour servir à l'éclaircissement de la physique (1666).

- Discours physique de la parole (1668).

- Copie d'une lettre écrite à un sçavant religieux de la Compagnie de Jésus, pour montrer : I, que le système de M. Descartes et son opinion touchant les bestes n'ont rien de dangereux ; II, et que tout ce qu'il en a écrit semble estre tiré du premier chapitre de la Genèse (1668).

- Lettre d'un philosophe à un cartesien de ses amis (1672)

- Discours sur la pureté de l'esprit et du corps et par occasion de la vie innocente et juste des premiers Chrétiens (1677)

- Tractatus physici duo 1. De corporis et mentis distinctione 2. de loquela (1679)

- Histoire de France, depuis le temps des Gaulois et le commencement de la monarchie, jusqu'en 987 (2 v. 1687-89). Complétée et publiée par son fils, Louis-Géraud de Cordemoy.

- Dissertations physiques sur le discernement du corps et de l'âme, sur la parole, et sur le système de M. Descartes (1689-90)

- Divers traitez de métaphysique, d'histoire et de politique (1691).  Texte en ligne]

- Les Œuvres de feu monsieur de Cordemoy (1704). Publicó su hijo, Louis-Géraud de Cordemoy. Contiene Six Discours sur la Distinction et l'Union du Corps et de l'Ame; Discours physique sur la Parole (enlace roto disponible en Internet Archive; véase el historial, la primera versión y la última).; Lettre sur la conformité du système de Descartes avec le premier chapitre de la Genèse ; Deux petits traités de métaphysique ; Divers petits traités sur l'histoire et sur la métaphysique; Divers petits traités sur l'histoire et sur la politique.

- Pierre Clair et François Girbal (éd.), Œuvres philosophiques de Géraud de Cordemoy, avec une étude bio-bibliographique, édition critique, sixième volume de la collection « Le mouvement des idées au s XVII » dirigée par André Robinet, Paris, P.U.F., 1968.